# Rally Islas Canarias - El Corte Inglés de 2016
El Rally Islas Canarias - El Corte Inglés de 2016 fue la edición 40.ª, la primera ronda de la temporada 2016 del Campeonato de España de Rally y de la temporada 2016 del Campeonato de Europa de Rally. Se celebró del 10 al 12 de marzo y contó con un itinerario de trece tramos que suman un total de 215,20 km cronometrados. También fue puntuable para los certámenes europeos ERC 2, ERC 3, ERC Ladies y el Campeonato de Canarias de Rally.

## Itinerario
| Día   | Tramo       | Nombre                   | Distancia | Hora            | Ganador              | Tiempo       | Líder                |
| ----- | ----------- | ------------------------ | --------- | --------------- | -------------------- | ------------ | -------------------- |
| Día 1 | TC1         | SSS Ciudad de Las Palmas | 2.20 km   | 20:30           | Cancelado            | Cancelado    | Cancelado            |
| Día 1 | TC2         | Moya 1                   | 24.73 km  | 11:21           | Mads Østberg         | 15:34.2      | Mads Østberg         |
| Día 1 | TC3         | Tejeda 1                 | 15.01 km  | 12:15           | Enrique Cruz         | 8:58.5       | Mads Østberg         |
| Día 1 | TC4         | Santa Lucía 1            | 14.50 km  | 13:08           | Enrique Cruz         | 9:13.2       | Mads Østberg         |
| Día 1 | TC5         | Moya 2                   | 24.73 km  | 15:48           | Kajetan Kajetanowicz | 15:35.2      | Mads Østberg         |
| Día 1 | TC6         | Tejeda 2                 | 15.01 km  | 16:42           | Kajetan Kajetanowicz | 8:56.2       | Mads Østberg         |
| Día 1 | TC7         | Santa Lucía 2            | 14.50 km  | 17:35           | Alexey Lukyanuk      | 9:10.5       | Kajetan Kajetanowicz |
| Día 2 |             |                          |           |                 |                      |              | Kajetan Kajetanowicz |
| TC8   | Ingenio 1   | 22.84 km                 | 09:05     | Enrique Cruz    | 13:41.4              |              | Kajetan Kajetanowicz |
| TC9   | Gáldar 1    | 13.97 km                 | 09:58     | Enrique Cruz    | 8:45.0               | Enrique Cruz |                      |
| TC10  | Valleseco 1 | 15.45 km                 | 10:24     | Enrique Cruz    | 10:06.0              | Enrique Cruz |                      |
| TC11  | Ingenio 2   | 22.84 km                 | 13:24     | Enrique Cruz    | 13:43.7              | Enrique Cruz |                      |
| TC12  | Gáldar 2    | 13.97 km                 | 14:17     | Alexey Lukyanuk | 8:43.9               | Enrique Cruz |                      |
| TC13  | Valleseco 2 | 15.45 km                 | 14:43     | Alexey Lukyanuk | 10:02.8              | Enrique Cruz |                      |

## Clasificación final
| Pos.                   | Piloto                   | Copiloto                 | Automóvil                | Tiempo    | Diferencia |
| General                | General                  | General                  | General                  | General   | General    |
| ---------------------- | ------------------------ | ------------------------ | ------------------------ | --------- | ---------- |
| 1.                     | Enrique Cruz             | Ariday Bonilla           | Porsche 997 GT3 RS 3.8   | 2:13:27.2 | 0.0        |
| 2.                     | Alexey Lukyanuk          | Alexey Arnautov          | Ford Fiesta R5           | 2:13:52.4 | +25.2      |
| 3.                     | Kajetan Kajetanowicz     | Jaroslaw Baran           | Ford Fiesta R5           | 2:14:25.1 | +57.9      |
| 4.                     | Cristian García Martínez | Eduardo González Delgado | Mitsubishi Lancer Evo X  | 2:15:04.6 | +1:37.4    |
| 5.                     | Alfonso Viera            | Víctor Pérez             | Škoda Fabia WRC          | 2:15:12.0 | +1:44.8    |
| 6.                     | Luis Monzón              | José Carlos Déniz        | Citroën DS3 R5           | 2:15:43.8 | +2:16.6    |
| 7.                     | Pedro Burgo              | Marcos Burgo             | Porsche 997 GT3 RS 3.8   | 2:16:41.7 | +3:14.5    |
| 8.                     | Jonathan Pérez Suárez    | Alejando López Fernández | Ford Fiesta R5           | 2:16:50.9 | +3:23.7    |
| 9.                     | Eduardo Domínguez Jerez  | Dailos González          | Ford Fiesta R5+          | 2:17:52.8 | +4:25.6    |
| 10.                    | Vicente Bolaños          | Magnolia Herrera         | Mitsubishi Lancer Evo IX | 2:17:57.6 | +4:30.4    |
| ERC                    |                          |                          |                          |           |            |
| 1. (2.)                | Alexey Lukyanuk          | Alexey Arnautov          | Ford Fiesta R5           | 2:13:52.4 | 0.0        |
| 2. (3.)                | Kajetan Kajetanowicz     | Jaroslaw Baran           | Ford Fiesta R5           | 2:14:25.1 | +32.7      |
| 3. (6.)                | Luis Monzón              | José Carlos Déniz        | Citroën DS3 R5           | 2:15:43.8 | +1:51.4    |
| 4. (8.)                | Jonathan Pérez Suárez    | Alejando López Fernández | Ford Fiesta R5           | 2:16:50.9 | +2:58.5    |
| 5. (8.)                | Wojciech Chuchała        | Daniel Dymurski          | Subaru Impreza STi N15   | 2:19:49.7 | +5:57.3    |
| Campeonato de España   |                          |                          |                          |           |            |
| 1. (4.)                | Cristian García Martínez | Eduardo González Delgado | Mitsubishi Lancer Evo X  | 2:15:04.6 | 0.0        |
| 2. (6.)                | Luis Monzón              | José Carlos Déniz        | Citroën DS3 R5           | 2:15:43.8 | +39.2      |
| 3. (7.)                | Pedro Burgo              | Marcos Burgo             | Porsche 997 GT3 RS 3.8   | 2:16:41.7 | +1:37.1    |
| 4. (8.)                | Jonathan Pérez Suárez    | Alejando López Fernández | Ford Fiesta R5           | 2:16:50.9 | +1:46.3    |
| 5. (10.)               | Vicente Bolaños          | Magnolia Herrera         | Mitsubishi Lancer Evo IX | 2:17:57.6 | +2:53.0    |
| Campeonato de Canarias |                          |                          |                          |           |            |
| 1.                     | Enrique Cruz             | Ariday Bonilla           | Porsche 997 GT3 RS 3.8   | 2:13:27.2 | 0.0        |
| 2. (5.)                | Alfonso Viera            | Víctor Pérez             | Škoda Fabia WRC          | 2:15:12.0 | +1:44.8    |
| 3. (6.)                | Luis Monzón              | José Carlos Déniz        | Citroën DS3 R5           | 2:15:43.8 | +2:16.6    |